# دارکو پلانینیچ
دارکو پلانینیچ (کرواتی: Darko Planinić؛ زادهٔ ۲۲ نوامبر ۱۹۹۰) بازیکن بسکتبال اهل کرواسی است.
وی در مسابقات کشوری و بین‌المللی در مجموع برندهٔ ۲ مدال برنز شده‌است.